# خانه عبدالله عسکرپور
خانه عبدالله عسکرپور مربوط به دوره صفوی است و در شهرستان فومن، شهرک تاریخی ماسوله واقع شده و این اثر در تاریخ ۲۵ اسفند ۱۳۸۰ با شمارهٔ ثبت ۵۳۵۸ به‌عنوان یکی از آثار ملی ایران به ثبت رسیده است.